# Тупилаци (Васлуј)
Тупилаци (рум. Tupilați) насеље је у Румунији у округу Васлуј у општини Гађешти. Oпштина се налази на надморској висини од 76 m.

## Становништво
Према подацима из 2002. године у насељу је живело 424 становника, од којих су сви румунске националности.